# Tell Me You’ll Wait for Me
Tell Me You’ll Wait for Me – singel amerykańskiego gitarzysty jazzowego Oscara Moore’a, wydany przez kalifornijską wytwórnię fonograficzną Atlas Records w 1945.
Nagrań dokonano 22 września 1945 w Hollywood. Według naklejki na płycie wykonawcami są: Oscar Moore with Johnny Moore’s Three Blazers. Strona A to utwór śpiewany przez Charlesa Browne'a – kompozytora, pianisty i wokalisty Three Blazers, który po odejściu z zespołu kontynuował karierę solową. Na stronie B nagrano utwór instrumentalny "Escapade". 10-calową monofoniczną płytę odtwarzaną z prędkością 78 obr./min. wydała prowadzona przez Roberta Schermana wytwórnia Atlas (OM 110).

## Muzycy
- Johnny Moore – gitara
- Charlie Brown – śpiew (A), fortepian (B)
- Eddie Williams – kontrabas

## Lista utworów
1. "Tell Me You’ll Wait for Me" (Oscar Moore, Charles Brown) wokalista: Charles Brown
2. "Escapade" (instr.)